# Anagnota
Anagnota là một chi ruồi trong họ Anthomyzidae. Hiện có loài trong chi này phân bố ở miền Cổ bắc:
- A. bicolor (Meigen, 1838) miền tây, North and Trung Âu, Russia (miền tây Siberia)
- A. coccinea Roháček & Freidberg, 1993 Cyprus, Israel, Thổ Nhĩ Kỳ
- A. major Roháček & Freidberg, 1993 Trung Âu, đông nam châu Âu, North Africa
- A. oriens Roháček, 2006 Russia (Siberia)